# The Argument
The Argument è il sesto album in studio della band statunitense dei Fugazi.

## Tracce
1. Untitled – 0:52
2. Cashout – 4:24
3. Full Disclosure – 3:53
4. Epic Problem – 3:59
5. Life and Limb – 3:09
6. The Kill – 5:27
7. Strangelight – 5:53
8. Oh – 4:29
9. Ex-Spectator – 4:18
10. Nightshop – 4:02
11. Argument – 4:27

## Formazione
- Ian MacKaye – chitarra, pianoforte, voce
- Guy Picciotto – chitarra, voce
- Joe Lally – basso
- Brendan Canty – batteria